# Lluís I de Tàrent
Lluís de Tarent (1308 - Nàpols 1362), príncep de Nàpols; príncep de Tarent (1346-1362); comte de Provença i rei de Nàpols (1352-1362).

## Orígens familiars
Fill del príncep Felip I de Tàrent i Caterina de Valois-Courtenay. Era net per línia paterna del rei Carles II de Nàpols i Maria d'Hongria, i per línia materna del duc Carles I de Valois i l'emperadriu Caterina I de Courtenay.

## Núpcies i descendents
Es casà el 20 d'agost de 1346 a Roma amb la reina Joana I de Nàpols, de la qual fou el seu segon espòs. D'aquesta unió nasqueren:
- la princesa Caterina de Nàpols (1347-1364)
- la princesa Francesca de Nàpols (1349-1352)

Tingué dues filles il·legítimes:
- Esclabonde
- Clemència

## Rei de Nàpols
Es convertí primerament en amant de la reina i confabulà al seu costat la mort del seu primer marit, Andreu d'Hongria el 1345, provocant l'enemistat dels angevins del Regne d'Hongria, que intentaren envair el Regne de Nàpols i hagué de negociar la pau amb el Regne de Sicília arran de la invasió de Ramon de Peralta en 1347. El 17 de maig de 1352 fou coronat rei de Nàpols, cosa que el primer marit de Joana no aconseguí, així com tampoc cap altre marit d'ella. Al cap d'uns mesos Lluís I d'Hongria invadí el regne per venjar la mort del seu germà Andreu i la parella de reis hagué de refugiar-se amb el Papa Climent VI a Avinyó. Davant la invasió del Regne Joana I i Lluís reclamaren una solució al Papa, el qual absolgué Joana en 1352. Lluís morí el 25 de maig de 1362 a la ciutat de Nàpols.